# Mise en main
La mise en main, ou mise sur la main, est un concept fondamental d'équitation, qui a fait l'objet de plusieurs doctrines d'écuyers, parfois opposées entre elles. 
L'importance de la mise en main réside dans ce que la prise de contrôle sur la tête et l'encolure d'un cheval par un cavalier permettent de contrôler la totalité de la locomotion de l'animal. 
La mise en main s'obtient progressivement.